# Woestijngoudmol
De woestijngoudmol (Eremitalpa granti)  is een zoogdier uit de familie van de goudmollen (Chrysochloridae). De wetenschappelijke naam van de soort werd voor het eerst geldig gepubliceerd door Robert Broom in 1907. Het is de enige soort uit het geslacht Eremitalpa.

## Kenmerken
Het lichaam van dit staartloze dier is nagenoeg geheel overdekt met een lange, dichte, zijdeachtige vacht, die in kleur varieert van staalgrijs tot zeemkleurig of wit. De oogjes en oortjes zijn zo goed als onzichtbaar. Het dier heeft een hard, onbehaard neuskussen. Aan elke poot bevinden zich drie lange, brede klauwen, die uitermate geschikt zijn om te graven. De lichaamslengte bedraagt 7 tot 8 cm en het gewicht 15 tot 30 gram.

## Leefwijze
Dit solitaire dier verplaatst zich vrij gemakkelijk door rul zand. Zijn permanente tunnels bevinden zich in de diepere zandlagen, maar in hardere grond worden deze ook wel aangetroffen nabij het oppervlak. Zijn voedsel bestaat uit kleine woestijndiertjes zoals mieren, termieten en kevers, maar ook hagedissen en kleine slangen staan op zijn menu. Het is waarschijnlijk zowel overdag als ’s nachts actief, in korte periodes afgewisseld met rustpauzes. Het dier vertoont zich vrijwel nooit aan de oppervlakte, behalve om een partner te zoeken.

## Voorkomen
De soort komt voor in Zuid-Afrika en Namibië en wordt bedreigd door mijnbouw en andere menselijke activiteiten.

## Ondersoorten
Deze goudmol heeft de volgende ondersoorten:
- Eremitalpa granti granti (Broom, 1907) – komt voor in de regio Strandveld en de Karoo langs de westkust van Zuid-Afrika.
- Eremitalpa granti namibensis Bauer & Niethammer, 1959 – komt voor in de Sossusvlei, een kleivallei in de Namibwoestijn (Namibië).